# Subcorticoccus murrindindi
Subcorticoccus murrindindi är en insektsart som beskrevs av Penny J. Gullan 1999. Subcorticoccus murrindindi ingår i släktet Subcorticoccus och familjen filtsköldlöss. Inga underarter finns listade i Catalogue of Life.